# Tour Winterthur
La Tour Winterthur (Tour W) es un rascacielos situado en el distrito de negocios de La Défense, cerca de París.
La torre lleva el nombre de la compañía de seguros suiza Winterthur Assurances, fundada en 1875, que fue la patrocinadora, la torre se construyó en 1974 y fue propietaria hasta finales de la década de 1990.
Fue rehabilitado y retirado del amianto entre 1998 y 2000. Desde diciembre de 2012, cuenta con la certificación de Explotación HQE.
Lo ocupan Axway, Intersec, Lhoist, Bandai France, Sepamail, Hardis, Adecco Groupe France, Cargill, KFC France, ESN IORGA Group y Société Générale.